# Parapercis flavolabiata
Parapercis flavolabiata is een straalvinnige vissensoort uit de familie van krokodilvissen (Pinguipedidae). De wetenschappelijke naam van de soort is voor het eerst geldig gepubliceerd in 2006 door Johnson.